# Западнолотијанско питање
Тзв. Западнолотијанско питање (енг. the West Lothian question) је термин који се односи на дебату у Уједињеном Краљевству о томе да ли чланови британског парламента, који су на ту функцију бирани у изборним јединицама ван Енглеске — тј. у Северној Ирској, Велсу и Шкотској — треба да гласају о стварима која се тичу искључиво Енглеске.
Термин „Западнолотијанско питање“ је скован након што је Тем Делјел, посланик Лабуристичке странке из шкоског изборног округа Западни Лотијан, поставио горенаведено питање током дебате о деволуцији Велсу и Шкотској у доњем дому британског парламента 1977. године. Од почетка процеса деволуције, а нарочито након оснивања Народних скупштина Велса и Северне Ирске, те Шкотског парламента, питање је нарочито добило на важности и хитности. Септембра 2011. године саопштено је да ће влада Уједињеног Краљевства основати посебну комисију која ће разматрати западнолотијанско питање.
Комисији о последицама деволуције по Дом комуна је председавао сер Вилијам Макеј, бивши Службеник Дома комуна. Извештај комисије објављен је марта 2013. Извештај је предлагао различите процедуралне промене, укључујући и препоруку да би законодавство које се тиче само Енглеске, требало уобичајено да захтева подршку већине народних посланика који представљају енглеске изборне округе.